# ストリート・ラッツ
『ストリート・ラッツ』（Street Rats）は、イギリスのロック・バンド、ハンブル・パイが1975年に発表した8作目のスタジオ・アルバム。バンドは本作を最後に一度解散した。

## 解説
バンドの中心人物スティーヴ・マリオットは、自身のソロ・アルバムや、グレッグ・リドリーとのデュオ・アルバムを想定したレコーディング・セッションを行っていたが、所属レーベルのA&Mレコードは、あくまでハンブル・パイ名義の新作を要求していた。なお、「ストリート・ラット」はマリオットがソロ・アルバムに収録するつもりで録音した曲で、イアン・ウォーレスやティム・ヒンクリーといった外部ミュージシャンが参加した。その後、オリンピック・スタジオでハンブル・パイとしての正式なレコーディングも行われるが、最終的にはマリオットの自宅スタジオでのセッションにおける録音も多数流用された。
収録曲のうち3曲はビートルズのカヴァーで、「レイン」ではマリオットとリドリーがリード・ボーカルのパートを分け合っている。
リドリーとクレム・クレムソンは、本作のイギリス盤LPのマスターテープに納得できずリミックスを施し、更にイギリス盤の収録曲「ファンキー・トゥ・ザ・ボーン」を外して「ゼア・ティス」に差し替え、アメリカ盤LP用のマスターテープを仕上げた。日本盤はアメリカ盤に準じていたが、2010年の再発CD (UICY-94675)は、イギリス盤に基づいたアルバム本編に、4曲のボーナス・トラックを追加した内容である。
アメリカでは8週にわたってBillboard 200入りし、1975年5月24日に最高100位を記録した。

## 収録曲
1. ストリート・ラット - Street Rat (Steve Marriott) – 2:51
2. ロックン・ロール・ミュージック - Rock and Roll Music (Chuck Berry) – 2:57
3. 恋を抱きしめよう - We Can Work It Out (John Lennon, Paul McCartney) – 3:21
4. スコアド・アウト - Scored Out (S. Marriott, Clem Clempson) – 2:46
5. ロード・ホグ - Road Hog (S. Marriott) – 3:09
6. レイン - Rain (J. Lennon, P. McCartney) – 4:02
7. ゼア・ティス - There 'Tis (S. Marriott, C. Clempson) – 3:06
8. ラヴメイカー - Let Me Be Your Lovemaker (Clarence Reid, Willie Clarke, Betty Wright) – 5:37
9. カントリーマン・ストンプ - Countryman Stomp (C. Clempson, Greg Ridley, Tim Hinkley) – 2:20
10. ドライヴ・マイ・カー - Drive My Car (J. Lennon, P. McCartney) – 3:42
11. クイーンズ・アンド・ナンズ - Queens and Nuns (Humble Pie) – 3:05

### 2010年再発CD (UICY-94675)
1. ストリート・ラット - Street Rat (S. Marriott) – 2:52
2. ロックン・ロール・ミュージック - Rock and Roll Music (C. Berry) – 2:57
3. 恋を抱きしめよう - We Can Work It Out (J. Lennon, P. McCartney) – 3:21
4. スコアド・アウト - Scored Out (S. Marriott, C. Clempson) – 2:46
5. ロード・ホグ - Road Hog (S. Marriott) – 3:09
6. レイン - Rain (J. Lennon, P. McCartney) – 4:03
7. ファンキー・トゥ・ザ・ボーン - Funky to the Bone (Fred Gowdy, Larry Wilkins) – 3:07
8. ラヴメイカー - Let Me Be Your Lovemaker (C. Reid, W. Clarke, B. Wright) – 5:58
9. カントリーマン・ストンプ - Countryman Stomp (C. Clempson, G. Ridley, T. Hinkley) – 2:21
10. ドライヴ・マイ・カー - Drive My Car (J. Lennon, P. McCartney) – 3:43
11. クイーンズ・アンド・ナンズ - Queens and Nuns (Humble Pie) – 3:06
12. ビッグ・ブラック・ドッグ - Big Black Dog (Humble Pie) – 4:05
13. ミスター・リング - Mister Ring (G. Ridley) – 4:24
14. アウトクラウド - The Outcrowd (G. Ridley) – 2:51
15. ノー・ドクター（シングル・ヴァージョン） - I Don't Need No Doctor (Nick Ashford, Valerie Simpson, Jo Armstead) – 3:58

## 参加ミュージシャン
- スティーヴ・マリオット - リード・ボーカル(on #1, #3, #4, #5, #6, #7, #11)、ギター、ハーモニカ、キーボード
- クレム・クレムソン - ギター
- グレッグ・リドリー - リード・ボーカル(on #2, #6, #8, #9, #10)、ベース
- ジェリー・シャーリー - ドラムス、ボーカル

アディショナル・ミュージシャン
- メル・コリンズ - サクソフォーン
- イアン・ウォーレス - ドラムス
- ティム・ヒンクリー - キーボード
- ブラックベリーズ- バッキング・ボーカル